# Football League Trophy
A Football League Trophy, gyakran EFL Trophy, korábban Johnstone's Paint Trophy, egy angol kieséses labdarúgó-sorozat, a bajnoki rendszerben a négy (főleg) professzionális bajnokság két legalsó szintjének, a Football League One-nak, a Football League Two-nak 48 csapata, valamint a Premier League 16 U21-es együttese indulhat benne.

## Története
Az első kiírás az 1983–84-es volt, ekkor még az Associate Members' Cup néven futott, 1992-ben kapta meg jelenlegi nevét, ugyanis ekkor lettek az alacsonyabb osztályú klubok az English Football League teljes jogú tagjai. A sorozat a rövid életű Football League Group Cupot helyettesítette, melyet csak az 1981–82-es és az 1982–83-as szezonban tartottak meg, utóbbi kiírást az összetéveszthető Football League Trophy néven emlegették. Második kiírása óta van névszponzora.
Az első meccseket augusztusban rendezik, majd párhuzamosan két, egy északi és déli területi szál fut, a két győztes késő márciusban vagy kora áprilisban találkozik az angol nemzeti stadionban, a Wembleyben rendezett döntőben. Az északi/déli rendszer a kezdetektől megvolt, időközben több változtatás történt, például több alkalommal hívtak meg csapatokat a fél-profi Conference Premierből és csoportmeccseket is tartottak.

## Döntők
| † | Hosszabbítás után         |
| * | Tizenegyesekkel eldöntött |
| x | Arany gól                 |

| Döntő | Győztes                 | Eredmény | Második           | Helyszín           | Nézőszám | Győztes menedzser            |
| ----- | ----------------------- | -------- | ----------------- | ------------------ | -------- | ---------------------------- |
| 1984  | Bournemouth             | 2–1      | Hull City         | Boothferry Park    | 6,544    | Harry Redknapp               |
| 1985  | Wigan Athletic          | 3–1      | Brentford         | Wembley Stadion    | 39,897   | Bryan Hamilton               |
| 1986  | Bristol City            | 3–0      | Bolton Wanderers  | Wembley Stadion    | 54,502   | Terry Cooper                 |
| 1987  | Mansfield Town          | 1–1      | Bristol City      | Wembley Stadion    | 58,586   | Ian Greaves                  |
| 1988  | Wolverhampton Wanderers | 2–0      | Burnley           | Wembley Stadion    | 80,841   | Graham Turner                |
| 1989  | Bolton Wanderers        | 4–1      | Torquay United    | Wembley Stadion    | 46,513   | Phil Neal                    |
| 1990  | Tranmere Rovers         | 2–1      | Bristol Rovers    | Wembley Stadion    | 48,402   | John King                    |
| 1991  | Birmingham City         | 3–2      | Tranmere Rovers   | Wembley Stadion    | 58,750   | Lou Macari                   |
| 1992  | Stoke City              | 1–0      | Stockport County  | Wembley Stadion    | 48,339   | Lou Macari                   |
| 1993  | Port Vale               | 2–1      | Stockport County  | Wembley Stadion    | 35,885   | John Rudge                   |
| 1994  | Swansea City            | 1–1      | Huddersfield Town | Wembley Stadion    | 47,773   | Frank Burrows                |
| 1995  | Birmingham City         | 1–0      | Carlisle United   | Wembley Stadion    | 76,663   | Barry Fry                    |
| 1996  | Rotherham United        | 2–1      | Shrewsbury Town   | Wembley Stadion    | 35,235   | Archie Gemmill John McGovern |
| 1997  | Carlisle United         | 0–0      | Colchester United | Wembley Stadion    | 45,077   | Mervyn Day                   |
| 1998  | Grimsby Town            | 2–1      | Bournemouth       | Wembley Stadion    | 62,432   | Alan Buckley                 |
| 1999  | Wigan Athletic          | 1–0      | Millwall          | Wembley Stadion    | 55,349   | Ray Mathias                  |
| 2000  | Stoke City              | 2–1      | Bristol City      | Wembley Stadion    | 75,057   | Guðjón Þórðarson             |
| 2001  | Port Vale               | 2–1      | Brentford         | Millennium Stadion | 25,654   | Brian Horton                 |
| 2002  | Blackpool               | 4–1      | Cambridge United  | Millennium Stadion | 20,287   | Steve McMahon                |
| 2003  | Bristol City            | 2–0      | Carlisle United   | Millennium Stadion | 50,913   | Danny Wilson                 |
| 2004  | Blackpool               | 2–0      | Southend United   | Millennium Stadion | 34,031   | Steve McMahon                |
| 2005  | Wrexham                 | 2–0      | Southend United   | Millennium Stadion | 36,216   | Denis Smith                  |
| 2006  | Swansea City            | 2–1      | Carlisle United   | Millennium Stadion | 42,028   | Kenny Jackett                |
| 2007  | Doncaster Rovers        | 3–2      | Bristol Rovers    | Millennium Stadion | 59,024   | Sean O'Driscoll              |
| 2008  | Milton Keynes Dons      | 2–0      | Grimsby Town      | Wembley Stadion    | 56,618   | Paul Ince                    |
| 2009  | Luton Town              | 3–2      | Scunthorpe United | Wembley Stadion    | 55,378   | Mick Harford                 |
| 2010  | Southampton             | 4–1      | Carlisle United   | Wembley Stadion    | 73,476   | Alan Pardew                  |
| 2011  | Carlisle United         | 1–0      | Brentford         | Wembley Stadion    | 40,476   | Greg Abbott                  |
| 2012  | Chesterfield            | 2–0      | Swindon Town      | Wembley Stadion    | 49,602   | John Sheridan                |
| 2013  | Crewe Alexandra         | 2–0      | Southend United   | Wembley Stadion    | 43,842   | Steve Davis                  |
| 2014  | Peterborough United     | 3–1      | Chesterfield      | Wembley Stadion    | 35,663   | Darren Ferguson              |
| 2015  | Bristol City            | 2–0      | Walsall           | Wembley Stadion    | 72,315   | Steve Cotterill              |
| 2016  | Barnsley                | 3–2      | Oxford United     | Wembley Stadion    | 59,230   | Paul Heckingbottom           |
| 2017  | Coventry City           | 2–1      | Oxford United     | Wembley Stadion    | 74,434   | Mark Robins                  |
| 2018  | Lincoln City            | 1–0      | Shrewsbury Town   | Wembley Stadion    | 41,261   | Danny Cowley                 |

## Győztesek
|                         | Csapat | Győzelmek | Legutolsó győzelem | Legutolsó ezüstérem    |
| ----------------------- | ------ | --------- | ------------------ | ---------------------- |
| Bristol City            | 3      | 2         | 1986, 2003, 2015   | 1987, 2000             |
| Carlisle United         | 2      | 4         | 1997, 2011         | 1995, 2003, 2006, 2010 |
| Birmingham City         | 2      | 0         | 1991, 1995         | -                      |
| Blackpool               | 2      | 0         | 2002, 2004         | -                      |
| Port Vale               | 2      | 0         | 1993, 2001         | -                      |
| Stoke City              | 2      | 0         | 1992, 2000         | -                      |
| Swansea City            | 2      | 0         | 1994, 2006         | -                      |
| Wigan Athletic          | 2      | 0         | 1985, 1999         | -                      |
| Bolton Wanderers        | 1      | 1         | 1989               | 1986                   |
| Bournemouth             | 1      | 1         | 1984               | 1998                   |
| Chesterfield            | 1      | 1         | 2012               | 2014                   |
| Grimsby Town            | 1      | 1         | 1998               | 2008                   |
| Tranmere Rovers         | 1      | 1         | 1990               | 1991                   |
| Barnsley                | 1      | 0         | 2016               | -                      |
| Coventry City           | 1      | 0         | 2017               | -                      |
| Crewe Alexandra         | 1      | 0         | 2013               | -                      |
| Doncaster Rovers        | 1      | 0         | 2007               | -                      |
| Lincoln City            | 1      | 0         | 2018               | -                      |
| Luton Town              | 1      | 0         | 2009               | -                      |
| Mansfield Town          | 1      | 0         | 1987               | -                      |
| MK Dons                 | 1      | 0         | 2008               | -                      |
| Peterborough United     | 1      | 0         | 2014               | -                      |
| Rotherham United        | 1      | 0         | 1996               | -                      |
| Southampton             | 1      | 0         | 2010               | -                      |
| Wolverhampton Wanderers | 1      | 0         | 1988               | -                      |
| Wrexham                 | 1      | 0         | 2005               | -                      |
| Brentford               | 0      | 3         | -                  | 1985, 2001, 2011       |
| Southend United         | 0      | 3         | -                  | 2004, 2005, 2013       |
| Bristol Rovers          | 0      | 2         | -                  | 1990, 2007             |
| Oxford United           | 0      | 2         | -                  | 2016, 2017             |
| Shrewsbury Town         | 0      | 2         | -                  | 1996, 2018             |
| Stockport County        | 0      | 2         | -                  | 1992, 1993             |
| Burnley                 | 0      | 1         | -                  | 1988                   |
| Cambridge United        | 0      | 1         | -                  | 2002                   |
| Colchester United       | 0      | 1         | -                  | 1997                   |
| Huddersfield Town       | 0      | 1         | -                  | 1994                   |
| Hull City               | 0      | 1         | -                  | 1984                   |
| Millwall                | 0      | 1         | -                  | 1999                   |
| Scunthorpe United       | 0      | 1         | -                  | 2009                   |
| Swindon Town            | 0      | 1         | -                  | 2012                   |
| Torquay United          | 0      | 1         | -                  | 1989                   |
| Walsall                 | 0      | 1         | -                  | 2015                   |